# 費爾南·布勞岱爾
費爾南·布勞岱爾（法語：Fernand Braudel，法語發音：[fɛʁnɑ̃ bʁodɛl]，1902年8月24日—1985年11月27日），法國年鑑學派第二代著名的史學家。

## 生平
1902年8月24日，布罗代尔生于法国默兹省（属于洛林）奥尔努瓦地区吕梅维尔（后并入贡德勒库尔堡）。7岁时随父亲到巴黎居住。他的父亲是一名在巴黎工作的教师。布罗代尔先后就读于巴黎伏尔泰中学与巴黎大学，1922年获历史学士学位。1923年，他被任命为阿尔及利亚（当时是法国殖民地）君士坦丁一所高中的教师，之后又到阿尔及尔的高中任教，并兼任阿尔及尔大学助教；在阿尔及利亚工作期间，他被地中海世界所吸引，发表了一些有关16世纪与阿尔及利亚的论文。1927年，他初步定下了自己的博士论文选题：关注西班牙国王菲利普二世（1556-1589年在位）的外交政策，在此期间，他也与年鉴学派的代表人物吕西安·费弗尔建立了书信联系，开始接触其史学思想。
1932年，他回法国工作，辗转在巴黎巴斯德中学、康多赛中学、亨利四世中学任教。1934年，巴西邀请包括布罗代尔、列维-施特劳斯在内的一批法国年轻学者前往圣保罗帮助建立圣保罗大学，1935年-1937年，布罗代尔在巴西工作，他自称这是他“生命中最伟大的一段时光”。也是在巴西任教时，他最终决定把论文的重点改到“地中海”上。
1937年，布罗代尔在返回法国的船上与吕西安·费弗尔相遇，他们两人碰巧乘了同一艘船。两人一见如故，逐渐发展成了情同父子的关系，布罗代尔进入了《年鉴》期刊的核心圈子，在其上发表了许多论文。1938年，他进入法国高等研究应用学院第四系（历史科学与古文字学系）教授历史。
由于第二次世界大战的爆发，布罗代尔被动员进入陆军服役，并被分配到马奇诺防线，他从未参加实际战斗，并于1940年6月29日被俘。同年他被分配到美因茨的战俘营。在长期的营地生活中，他只能得到极其有限的文献资源，但他凭借惊人的记忆力继续研究写作自己的博士论文（即后来的《地中海与菲利普二世时代的地中海世界》），并与费弗尔保持通信。1942年，他被转移到吕贝克的营地，并在那里待到战争结束，在此期间，他完成了自己的论文。1945年5月德国战败，布罗代尔得以回到巴黎，在此期间他继续修改论文，1947年3月1日，论文答辩通过，1949年，《地中海与菲利普二世时代的地中海世界》得以出版。
1947年，布罗代尔与费弗尔等人创立了高等研究应用学院第六系（经济与社会科学系），由费弗尔担任系主任，布罗代尔担任秘书。1949年，布罗代尔当选法兰西公学院现代文明教授。1956年费弗尔去世，布罗代尔接任第六系主任与《年鉴》期刊主编，在此期间，他培养了勒拉华杜里、雅克·勒高夫、乔治·杜比等年鉴学派的新一代代表人物，也为第六系招募了罗兰·巴特等历史之外的著名学者。1969年后，他不再担任《年鉴》主编，1972年他宣布退休，第六系主任由雅克·勒高夫接任。1984年他当选法兰西学院院士。
1979年，布罗代尔出版了第二部大部头著作《15至18世紀的物質文明、經濟和資本主義》，此后他开始构思写作一部有关法国的大型作品，但他只来得及完成一部分就于1985年去世，这一部分1986年以《法兰西的特性》（L'Identité de la France）为题出版。

## 歷史的三個層次與長時段的概念
布勞岱爾受到費弗爾等第一代年鑑學派史家的影響，在歷史研究上主張從地理時間、人文時間、各別時間三個層次來探討。以《菲利浦二世時代的地中海和地中海世界》为例，他不像傳統的歷史寫作，以政治、軍事史為主，而是先從地理環境出發，其次探討社會經濟型態，最後才以這些為基礎，來說明當時的政治軍事等事件。在他看來，那些在許多歷史著作中著重探討的軍事政治衝突只是地中海地區文明長期發展之中的一個小小的波瀾而已。
他認為歷史可區分為短時段、中時段和長時段，認為歷史學家更重要的是研究長時段的發展，而不是僅去對短時段的政治軍事等事件作詳細研究，而要從數十年的中時段的週期波動的探討中，進一步找出百年甚至數百年以上長時段中，整個文明的發展趨勢以及延續於其中的基本社會經濟文化等結構。1958年，他写有专文《长时段：历史和社会科学》，阐明上述观点。
這種重視長時期的結構的作法，在另一部重要著作中《15至18世紀的物質文明、經濟和資本主義》中也能表現出來，在探討資本主義的發展這個問題時，他不直接從資本主義的表面發展下手，而是在三大卷的著作中，第一卷先探討這幾百年之中，一般人的日常物質生活，其次再一以一卷的分量，探討與一般人生活相關的交換制度、市場制度。進一步在第三卷才開始討論，基於這些超乎日常生活的，以少數大商人經營為主的資本主義式經濟的發展過程。

## 著作
- 《菲利浦二世時代的地中海和地中海世界》（Méditerranée et le monde méditerranéen à l'époque de Philippe II，二卷）
  - 中譯本：唐家龍、曾培耿等譯，北京：商務印書館，1996。
- 《15至18世紀的物質文明、經濟和資本主義》（Civilisation materielle, économie et capitalisme : XVe-XVIIIe siècle，三卷）
  - 中譯本：顧良，施康強譯，北京：三聯書店，1993。
- 《法蘭西的特性》（L'identité de la France，三卷）
  - 中譯本：顧良，張澤乾譯，北京：商務印書館，1994-1997。
- 《論歷史》
  - 中譯本，劉北成譯，臺北市：五南圖書公司，1988。
- 《文明史綱》（Grammaire des civilisations）
  - 中譯本：蕭昶等譯，桂林：廣西師范大學出版社，2003。
- 《資本主義的動力》（La dynamique du capitalisme）
  - 中譯本：楊起譯，香港：牛津大學出版社，1993。
- 《地中海考古-史前史和古代史》（Les Mémoires de la Méditerranée）
  - 中译本：蒋明炜等译，社会科学文献出版社，2005。